# Уругвай
Уругва́й (ісп. Uruguay МФА: [uɾuˈɣwai̯] Уругва́й), офіційно Східна Республіка Уругвай (у значенні Республіка Східного берега річки Уругвай) — держава в південно-східній частині Південної Америки, на узбережжі Атлантичного океану. Межує з Бразилією та Аргентиною.

## Географія
Уругвай є другою, після Суринаму, найменшою незалежною державою Південної Америки та третьою з усіх материкових територій (найменша — Французька Гвіана — департамент Франції). Країна має площу 176 215 км² та 660 км берегової лінії.
Ландшафт, переважно, рівнинний з пагорбами та нечисленними узвишшями. Найвища точка країни — гора Серро-Катедрал, пік якої досягає 514 м над рівнем моря в районі пагорба Сьєра Карапе. Прибережні низовини мають родючі ґрунти. 3/4 країни є вкритим зеленою травою степом ідеальним для вирощування худоби. Густа річкова мережа охоплює країну, що складається з чотирьох басейнів річок або дельт: басейну річки Ла-Плата, річки Уругвай, лагуна Мірим та річка Ріо-Негро («Чорна річка»). Також кілька лагун знаходяться вздовж узбережжя Атлантичного океану.
На південному заході Ла-Плати, гирло річки Уругвай утворює західний кордон країни. Монтевідео є найпівденнішою столицею в Північній та Південній Америці та третьою найпівденнішою у світі (після Канберри і Веллінгтона).
В Уругваї знаходяться 10 національних парків.

### Клімат
Клімат субтропічний, океанічний. Середні температури січня 22—24 °C, липня 10—12 °C. Під час вторгнення південних вітрів, «памперо», відбувається пониження температури до −5 °C, йдуть снігопади. Опади випадають протягом усього року з осіннім максимумом від 1000 мм на півдні і у внутрішніх районах і до 1200 мм на півночі і на височинах.

## Назва
Назва країни походить від назви однойменної ріки ґуаранською мовою. Існує декілька тлумачень цієї назви. Одним із найпоширеніших перекладів є «пташина ріка» (від гуар. urú – цим словом називають будь-яку дику птаху). Назва також може походити від ґуаранського слова, яким називають річкових равликів (гуар. uruguá), що поширені на берегах ріки Уруґвай.
Широкого поширення набуло тлумачення, запропоноване відомим уругвайським поетом Хуаном Соріля де Сан Мартіном: на його думку, назва означає «ріка барвистих птахів». Хоча це тлумачення не підкріплене жодним дослідженням, воно й досі має велике культурне значення в країні.

## Історія

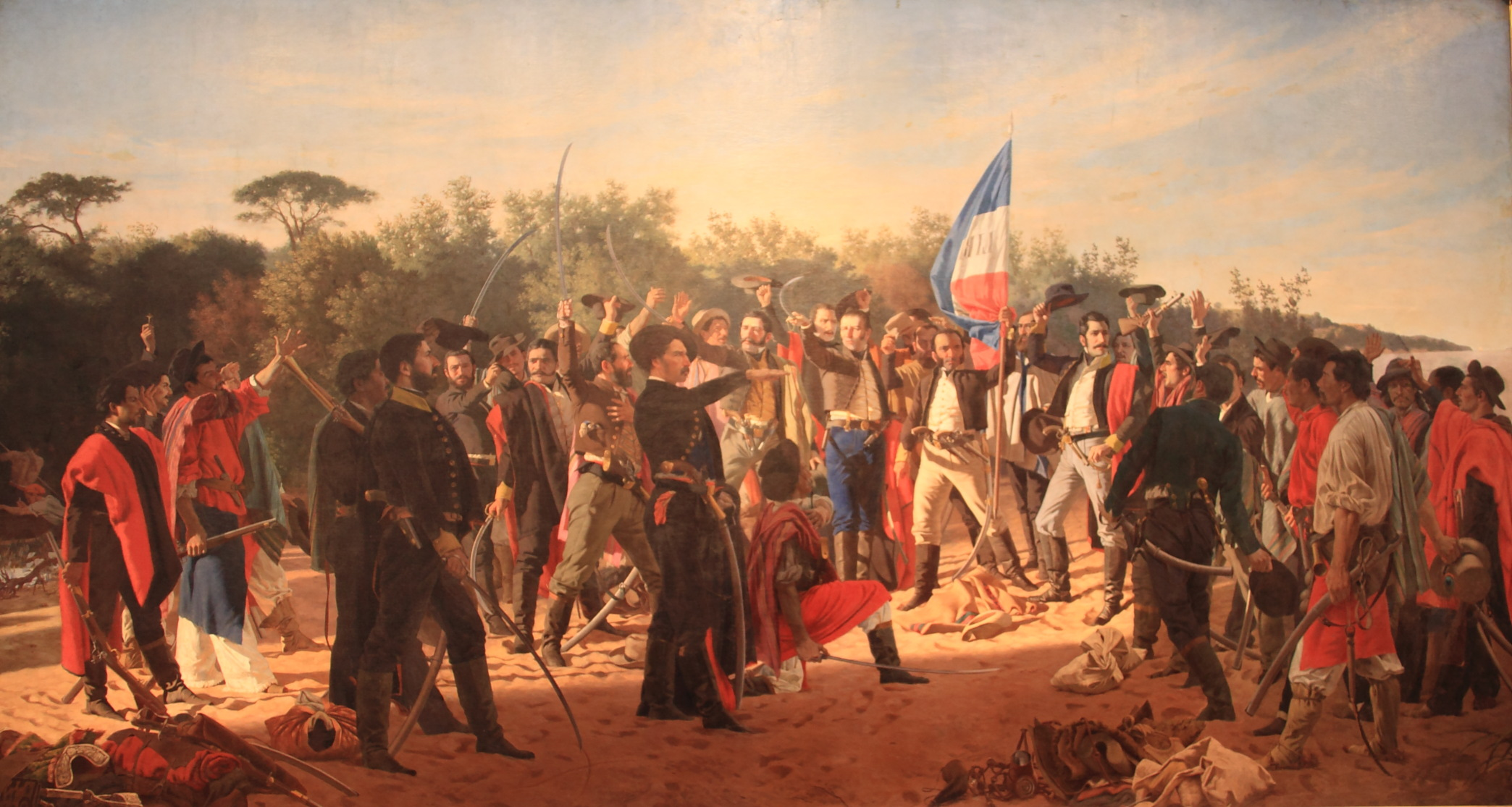
Тридцять Три Орієнтальці

Коли європейці вперше прибули на територію сучасного Уругваю у 1516 році, ці землі заселяли індіанці чарруа. У 1680 році була заснована фортеця Колонія-дель-Сакраменто, а майбутня столиця країни, Монтевідео, була побудована в 1726 році як військовий опорний пункт, що з часом перетворився на важливий комерційний центр, конкурент Буенос-Айреса.
Територія країни багато разів переходила з рук в руки між Іспанією і Португалією. У 1776 році вона увійшла до складу іспанського віце-королівства Ріо-де-ла-Плата, а у 1811 році почалася війна за незалежність від Іспанії.
У 1821 Уругвай, під назвою Провінція Сісплатина (порт. Provincia Cisplatina), був приєднаний до Бразилії, внаслідок чого 25 серпня 1825 року розпочалася Аргентино-бразильська війна за контроль над цією територією. Після трьох років війни в 1828 році в результаті компромісу між Аргентиною і Бразилією Уругвай одержав незалежність. Перша конституція Уругваю була прийнята 18 липня 1830 року.

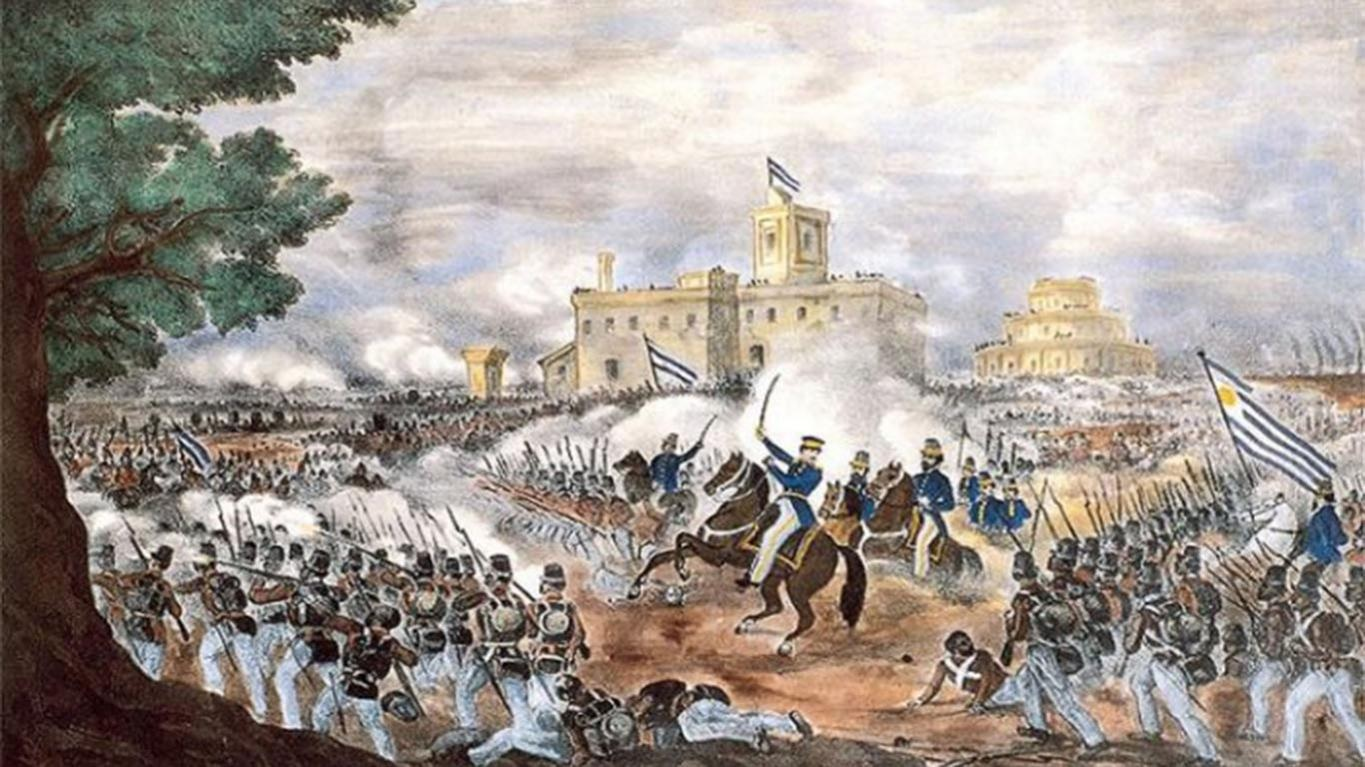
Битва під Касеросом

У 1865—1870 роках Уругвай узяв участь у Війні Потрійного Альянсу разом з Аргентиною і Бразилією проти Парагваю.

### ХХ-ХХІ століття
З початку 20-го століття країна почала активно привертати європейських іммігрантів. У часи світових воєн Уругвай поставляв сільсько-господарські товари до виснаженої війною Європи. Ціни на ці товари помітно впали після кінця 2-ї світової війни, що сприяло занепаду уругвайської економіки у 50-ті роки. Інфляція, масове безробіття 60-x призвели до нестабільності і в країні з'явилася партизанська марксистська організація «Тупамарос» (Tupamaros), яка дестабілізувала ситуацію ще більше. 1967 року ухвалено нову конституцію.
27 червня 1973 року, після придушення «Тупамарос», влада перейшла до армії, а парламент країни було розпущено. Фактична військова диктатура продовжувалася 11 років, за цей час близько 10 % населення Уругваю емігрувало до інших країн. У 1984 році в країні розпочалися масові протести та загальний страйк проти диктатури. Були проведені вибори, на яких президентом обрано Хуліо Маріа Сангуінетті який перебував на посту до 1990 року. Його адміністрацією було впроваджено перші економічні реформи та почато демократизацію країни. Наступним президентом став Луіс Альберто Лакаллє, що виграв на президентських виборах 1989 року і перебував на посаді з 1990 до 1995 року. Він провів багато реформ, деякі з них, проте, були скасовані внаслідок референдуму. На виборах 1994 року, знову виграв колишній президент Сангуінетті, який з 1995 до 2000 року продовжив економічні реформи, реформував виборче законодавство, систему соціального захисту, освіти та інші. У 2000 році пост президента після повторного голосування зайняв Батлл.
1999 року в економіці Уругваю намітився спад. Спалах хвороби «афтоса»(aftosa) у 2001 році зашкодив важливій для країни м'ясній індустрії. Безробіття зросло до 20 % населення, розмір заробітної плати впав, національна валюта песо знецінювалася, зросла частка людей з доходами нижче прожиткового мінімуму.
2004 року уругвайці обрали собі нового президента, ним став Табаре Васкес.
У 2010 році президентом став Хосе Мухіка (ісп. José Alberto Mujica Cordano), колишній партизан. Він відомий, як найбідніший президент світу, оскільки, зокрема, відмовився від користування президентською резиденцією та віддавав 90 % президентської зарплатні на благодійність. Внаслідок цього зарплата, яку він отримував, приблизно відповідає середній по Уругваю.
У листопаді 2014 року президентом знову обраний Табаре Васкес.
24 листопада 2019 року пост президента зайняв Луїс Альберто Лакальє Поу — син колишнього президента Уругваю Луїса Альберто Лакалле. набравши 48,71 % голосів на президентських виборах, з мінімальним відривом у 28 666 голосів.

## Державний устрій

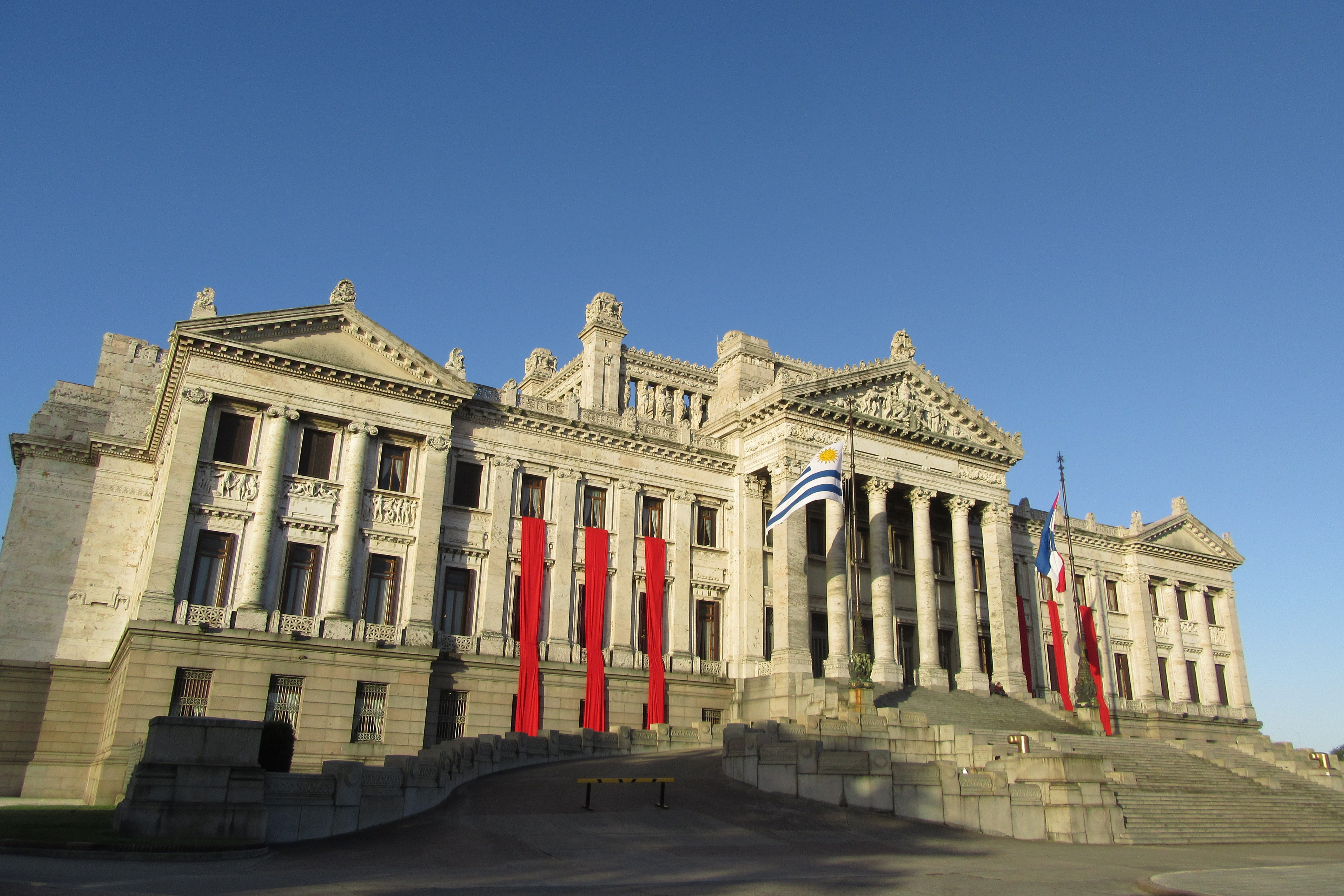
Генеральна асамблея

Конституційна республіка. Главою держави є президент республіки. Президент і віце-президент обираються прямим загальним голосуванням терміном на 5 років. Вибори президента і віце-президента проводяться в два тури у випадку, якщо в першому турі ні один із кандидатів не набрав абсолютної більшості голосів. Президент Східної Республіки Уругвай — Табаре Васкес.
Законодавчий орган — Конгрес (Генеральна асамблея), яка складається з двох палат: палати представників і сенату. Сенат складається з 31 сенатора, включаючи віцепрезидента, який є головою Конгресу і сенату. Палата представників складається з 99 членів. Генеральна асамблея обирається терміном на 5 років. Голова Конгресу (Генеральної асамблеї) — Родольфо НІН НОВОА (Rodolfo Nin Novoa). Голова сенату — Родольфо НІН НОВОА (Rodolfo Nin Novoa). Голова Палати представників — Роке АРРЕГІ (Rogue Arregui).
Виконавча влада здійснюється президентом республіки. Президент призначає Раду Міністрів.
Голова уряду — Президент Східної Республіки Уругвай — Луїс Альберто Лакальє Поу.

### Політичні партії
- Громадянський союз — ГС (Union Civica). Партія католиків. Створена у 1971 р. у результаті відокремлення від Християнсько-демократичної партії правого крила. Лідер — Херардо АСАМБУЙЯ (Gerardo Azambuya).
- Партія «Колорадо» (Partido Colorado). Заснована в першій половині XIX ст. як партія «Колорадо». З початку XI ст. офіційно іменується Батльїстською партією по імені її колишнього лідера Хосе Батльє-і-Ордоньєса. Партія не має оформленого членства. З'їзди не скликаються. Керівний орган партії — Генеральний виконавчий комітет. Лідер — Хосе Луїс БАТЛЬЄ (Jose Luis Batlle). Генеральний секретар — Хорхе БАТЛЬЄ ІБАНЬЄС (Jorje Batlle Ibanez).
- Комуністична партія Уругваю — КПУ (Partido Comunista del Uruguay PCU). Заснована 21 вересня 1920 р. на базі лівого крила Соціалістичної партії Уругваю. КПУ входить до Широкого фронту. Генеральний секретар — Едуардо ЛОРЬЄ (Eduardo Lorier). Друкований орган — теоретичний журнал «Естудіос» (Estudios). КПУ видає щоденну газету «Ора популар» (Hora Popular).
- Національна партія («Бланко») (Partido Nacional (Blanco). Заснована в 1836 р. Виконавчий голова — Хорхе Ларраньяга (Jorge Larranaga). Генеральний секретар — Альберто Сумаран (Alberto Zumaran).
- Соціалістична партія Уругваю — СПУ (Partido Socialista del Uruguay). Заснована у 1910 р. Генеральний секретар — Едуардо (Лало) ФЕРНАНДЕС (Eduardo (Lalo) Fernandez). Голова — Рейнальдо ГАРГАНО (Reynaldo Gargano).
- Християнсько-демократична партія — ХДП (Partido Democrata Cristiano — PDC). Створена у лютому 1962 р. на основі об'єднання партії католиків Громадянський союз і угруповання Християнсько-демократичний рух. Входила до Широкого фронту до березня 1989 р. Голова — Ектор ЛЕСКАНО (Hector Lescano). Генеральний секретар — Франсіско ОТТОНЕЛЬЇ (Francisco Ottonelli).

## Адміністративний поділ
Уругвай поділяється на 19 департаментів (departamentos, в однині — departamento).

Карта адміністративно-територіального поділу.

Населення вказане станом на 2011 рік.
| Департамент    | Площа км² | Населення чол | Щільність чол/км² | Столиця департаменту    |
| -------------- | --------- | ------------- | ----------------- | ----------------------- |
| Артіґас        | 11 928    | 73 378        | 6,15              | Артигас                 |
| Дурасно        | 11 643    | 57 088        | 4,90              | Дурасно                 |
| Канелонес      | 4 536     | 520 187       | 114,68            | Канелонес               |
| Колонія        | 6 106     | 123 203       | 20,18             | Колонія-дель-Сакраменто |
| Лавальєха      | 10 016    | 58 815        | 5,87              | Мінас                   |
| Мальдонадо     | 4 793     | 164 300       | 34,28             | Мальдонадо              |
| Монтевідео     | 530       | 1 319 108     | 2 489             | Монтевідео              |
| Пайсанду       | 13 922    | 113 124       | 8,13              | Пайсанду                |
| Ривера         | 9 370     | 103 493       | 11,04             | Ривера                  |
| Ріо-Негро      | 9 282     | 54 765        | 5,9               | Фрай-Бентос             |
| Роча           | 10 551    | 68 088        | 6,45              | Роча                    |
| Сальто         | 14 163    | 124 878       | 8,82              | Сальто                  |
| Сан-Хосе       | 4 992     | 108 309       | 21,7              | Сан-Хосе-де-Майо        |
| Серро-Ларго    | 13 648    | 84 698        | 6,21              | Мело                    |
| Соріано        | 9 008     | 82 595        | 9,17              | Мерседес                |
| Такуарембо     | 15 438    | 90 053        | 5,83              | Такуарембо              |
| Трейнта-і-Трес | 9 676     | 48 134        | 4,97              | Трейнта-і-Трес          |
| Флорес         | 5 144     | 25 050        | 4,87              | Тринідад                |
| Флорида        | 10 417    | 67 048        | 6,44              | Флорида                 |

Головні міста: Монтевідео, Лас-П'єдрас, Пунта-дель-Есте, Сьюдад-де-ла-Коста, Сальто, Пайсанду, Фрай-Бентос.

## Державний устрій
Конституція написана 27 листопада 1966 року, діє з лютого 1967 року; скасована 27 червня 1973 року, нова конституція діє з 30 листопада 1980 року. Дві конституційні реформи були затвердженні плебісцитами 26 листопада 1989 року і 7 січня 1997 року.
Законодавство ґрунтується на іспанській системі цивільного права.
Голова держави — президент країни, прем'єр-міністр. Обираються національними виборами на строк 5 років.
Рада Міністрів призначається президентом за схваленням парламенту.
Двопалатний парламент — Генеральна Асамблея (Asamblea General) поділяється на Палату Сенаторів(Camara de Senadores) і Палату Представників (Camara de Representantes). 30 сенаторів обираються на загальнонаціональних виборах на 5-ирічний термін. 99 членів палати представників також обираються національними виборами кожні 5 років.
Існує Верховний суд, судді якого обираються на 10-річний термін Генеральною Асамблеєю.

## Міжнародні відносини
Уругвай має зв'язки з більшістю країн світу, але особливо вони розвинуті з сусідами — державами південної Америки та з європейськими, звідки походить більшість населення.
- Українсько-уругвайські відносини

## Економіка
Уругвай — одна з найбільш економічно розвинених країн Латинської Америки.

### Сільське господарство
Сільськогосподарські землі займають близько 9/10 території країни, з них пасовища займають близько 14 мільйонів гектарів.
Розвинене тваринництво експортного напряму — розведення м'ясних порід великої рогатої худоби і шерстистих овець. Головні сільськогосподарські культури: пшениця, рис, цукрова тростина, кукурудза, олійний льон, соняшник, кормові трави для худоби.
Вирощують також виноград і цитрусові.

### Зовнішня торгівля
Уругвай експортує м'ясо, рис, продукцію зі шкіри, вовну, рибу, молочні продукти. Головні країни уругвайського експорту: США 17,3 %, Бразилія 16 %, Німеччина 6,3 %, Аргентина 6,2 %, Мексика 4,2 % (на 2004 рік).
Країна імпортує механізми, хімічну продукцію, автомобілі, нафту. Головні країни уругвайського імпорту: Аргентина 19,5 %, Бразилія 19 %, Парагвай 12,9 %, США 9,2 %, Китай 6 % (на 2004 рік).

### Промисловість
Основні галузі промисловості:
- харчова;
- м'ясо-охолоджувальна;
- виноробна;
- консервна;
- текстильна;
- шкіряно-взуттєва.

### Енергетика
29 % електроенергії виробляється на ТЕС, решта на ГЕС.

### Азартні ігри
Азартні ігри в Уругваї є повністю легальним бізнесом. Країна відрізняється найбільш вільним ринком азартних ігор Латинської Америки та є одним з найбільш вільних серед ринків інших країн світу. Законодавство дозволяє і чітко регулює будь-які види азартних ігор, отримання ліцензії від державного регулятора відбувається швидко і має формальні умови.

## Національні свята
| Дата      | Назва українською                 | Місцева назва                  | Примітки |
| --------- | --------------------------------- | ------------------------------ | --- |
| 1 січня   | Новий рік                         | Новий рік                      | Вихідний день |
| 6 січня   | Епіфанія                          | День дітей                     | Робочий день |
| Немає     | Карнавал                          | Карнавал                       | Робочий день (понеділок і вівторок сьомого тижня перед святом Пасхи) |
| Немає     | Святий тиждень                    | Туристичний тиждень            | Робочий, за винятком четверга та п'ятниці |
| 19 квітня | Висадка 33 орієнтальців           | Висадка 33 орієнтальців        | Робочий день. Якщо свято припадає на суботу, неділю або понеділок — відзначається у згадану дату. Якщо припадає на вівторок чи середу — відзначається у попередній понеділок. Якщо припадає на четвер або п'ятницю — відзначається наступного понеділка  |
| 1 травня  | Міжнародний день праці            | День робітників                | Вихідний день |
| 18 травня | Битва Лас П'єдрас                 | Битва Лас П'єдрас              | Робочий день. Якщо свято припадає на суботу, неділю або понеділок — відзначається у згадану дату. Якщо припадає на вівторок чи середу — відзначається у попередній понеділок. Якщо припадає на четвер або п'ятницю — відзначається наступного понеділка  |
| 19 червня | День народження Хосе Хервасіо     | День народження Хосе Артигаса  | Робочий день |
| 18 липня  | День Конституції                  | Прийняття Конституції          | Вихідний день |
| 25 серпня | Проголошення незалежності Уругваю | День проголошення незалежності | Вихідний день |
| 12 жовтня | День Раси                         | День Америки                   | Робочий день. Якщо свято припадає на суботу, неділю або понеділок — відзначається у згадану дату. Якщо припадає на вівторок чи середу — відзначається у попередній понеділок. Якщо припадає на четвер або п'ятницю — відзначається наступного понеділка. |
| 25 грудня | Різдво                            | День сім'ї                     | Вихідний день. У народі свято називають Різдвом |

## Населення
Європейці — 88 %, метиси — 8 %, афроамериканці — 4 %, американських індіанців майже немає.
Станом на липень 2020 року населення Уругваю становить 3 430 730 осіб. Уругвайці в переважній більшості нащадки іспанських колоністів XVI—XVIII сторіч, та пізніших імігрантів другої половини XIX — початку XX століть, що також прибували переважно з «латинських» країн: Іспанії, Італії, Франції. Тож зараз Уругвай є однією з «найбіліших» країн Латинської Америки. Корінне ж населення під час колонізації та війн з індіанцями було повністю знищене.

## Релігії
Церква відділена від держави з 1916 року. Переважна більшість уругвайців є католиками (62 %), наступними за чисельністю групами є протестанти (4 %) та юдеї (3 %).

## Мови
Офіційною та основною мовою є іспанська, біля бразильського кордону поширена портунос або бразілеро (португало-іспанський суржик).

## Українці в Уругваї
Масове переселення українців до Уругваю почалося в 1920-х роках. Вперше до Уругваю почали прибувати переселенці переважно із Західної Волині та Західного Полісся, із сіл Східної Галичини. Також частина переселенців — з Аргентини. У 1946—1950 роках у цю країну переселилися так звані «переміщені особи» з Центральної Європи (особи, вивезені на примусову працю до Німеччини і політичні біженці).
28 липня — 1 серпня та 5—9 вересня 1923 р. в Монтевідео в театрі «Артигас» пройшло 10 концертів Української республіканської капели під керівництвом Олександра Кошиця, що мали великий успіх.
У 1960—1970-х роках значна частина українського населення Уругваю виїхала до Аргентини, США, Канади.
Майже половина переселенців осіла в столиці країни, місті Монтевідео, решта розосередилася по країні. Населення департаменту Сальто майже повністю складають вихідці із Західної Волині та Західного Полісся. Українці живуть також у районах Сан-Хосе і Пайсанду.
1934 року в Монтевідео було створено товариство «Просвіта». Проте згодом воно розпалося.
Організованого українського суспільно-культурного життя в Уругваї наразі немає. Активізувати його намагається Посольство України в Аргентині. Воно ж домоглося пожвавлення міжнародних стосунків, зокрема скасування віз між Україною та Уругваєм з 15 лютого 2019 року.